# カゲムニの教訓
『カゲムニの教訓』（カゲムニのきょうくん、英語：Instructions of Kagemni）は、古代エジプト人の教訓が書かれた書物。セバイトと呼ばれる古代エジプト文学に属する。伝統的には、第4王朝のファラオ スネフェル（在位：紀元前2613年頃 - 紀元前2589年）の治世に首席大臣であったカゲムニが著者であるとされているが疑われている。後述するように第12王朝(紀元前1991年頃 - 紀元前1782年頃)の時代のパピルスに『カゲムニの教訓』が記載されているのが発見されている。

## 年代

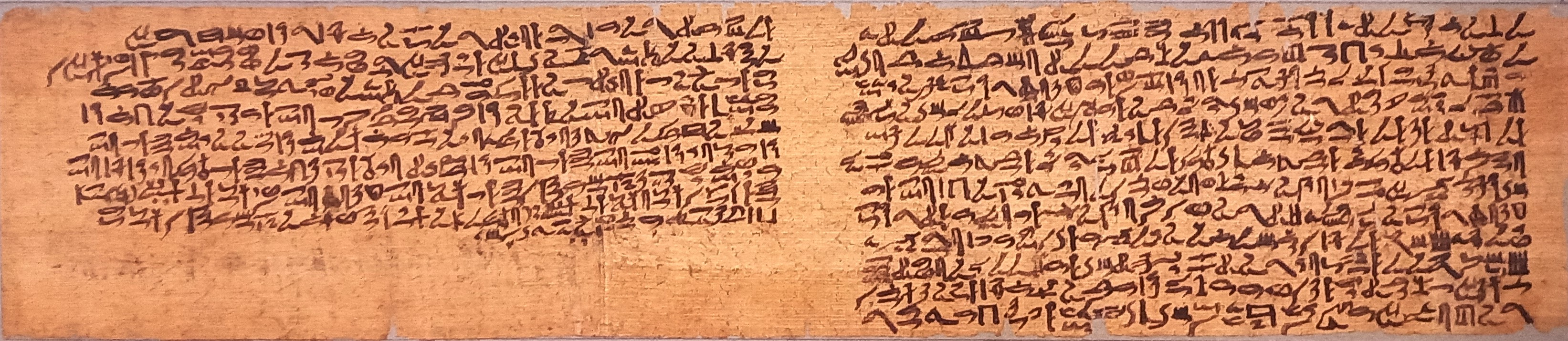
プリス・パピルスに神官文字で書かれたカゲムニの教訓の全体

知られている『カゲムニの教訓』の最古の実物はプリス・パピルスに記載されている。これはエジプト中王国時代の第12王朝のおそらくアメンエムハト2世(在位：紀元前1929年 - 紀元前1895年）の時代かもう少し後の時代に書かれたものである。
カゲムニという人物は、スネフェルの首席大臣としてこの文章内で言及されているが、おそらくエジプト第6王朝(紀元前2345年頃 - 紀元前2185年頃)でやはり主席大臣であった別人が基となっている。
カゲムニの父親はラムセス王朝時代の「死せる書き手たちの追悼」(Eulogy of Dead Writers)(チェスター・ビーティ4世のパピルス)で言及されている賢者カイレであると提唱している学者もいる。
古代エジプトの知恵文学でははるかに古い時代の偉人を作者として誤って伝えられることがよくある。

## 内容
『カゲムニの教訓』の冒頭部分は失われており、プリス・パピルスには『プタハホテプの格言』の前に『カゲムニの教訓』の最後の部分が残っている。冒頭から実際にどのくらいの文章が欠けているかはわかっていない。
中エジプト語で古風な様式の神官文字の筆記体で記述されている。
文章内でカゲムニは美徳や道徳の教師ではなく、弟子であるとほのめかされている。
首席大臣の息子への実用的な指南書として書かれており、『プタハホテプの格言』に似ている。後代で信仰心を強調した教訓書である『アメンエムオペトの教訓』や、ウィリアム・シンプソン(エール大学のエジプト学名誉教授)が「教訓の形でしたためた政治の断片」と評した『アメンエムハトの教訓』とは異なる。『カゲムニの教訓』は、避けるべき高慢や大食に対し、進むべき道は謙虚さと節度のある道であると説いている。また、『カゲムニの教訓』では、謙虚で、穏やかで、自制心のある「静かなる人」が最も高潔な人であるとしている。後代の『アメンエムオペトの教訓』にある「熱い人」はこの種類の人物の対極とされる。ミリアム・リヒタイムによると、カゲムニの教訓で最初に描かれた高潔な「静かなる人」は「エジプトの道徳で主要な役割を運命づけられている」という。

## さらに詳しい文献
- アドルフ・アーマン（英語版） (2005) 『古代エジプト文学：紀元前1000年台と2000年台の教訓書の詩と物語と書のコレクション』'(Ancient Egyptian Literature: A Collection of Poems, Narratives and Manuals of Instructions from the Third and Second Millennia BC') アイルワード・M・ブラックマン翻訳。ニューヨーク：ケンブリッジ大学出版、ロンドン：キーガン・ポール Limited ISBN 0-7103-0964-3
- ガーディナー, アラン・H　『カゲムニとその同胞への教訓』(The Instruction to Kagemni and his brethren), 『エジプト考古学ジャーナル』(Journal of Egyptian Archaeology) ロンドン, 32, 1946, pp.71–74.